# Epichorista aethocoma
Epichorista aethocoma är en fjärilsart som beskrevs av Edward Meyrick 1923. Epichorista aethocoma ingår i släktet Epichorista och familjen vecklare. Inga underarter finns listade i Catalogue of Life.